# Emily Waltham
 (janvier 2017).
Si vous disposez d'ouvrages ou d'articles de référence ou si vous connaissez des sites web de qualité traitant du thème abordé ici, merci de compléter l'article en donnant les références utiles à sa vérifiabilité et en les liant à la section « Notes et références ».
Emily Waltham est un personnage fictif dans la série Friends interprété par Helen Baxendale et doublé par Blanche Ravalec en version française.
Emily est une jeune londonienne qui est la nièce du patron de Rachel (à l'époque où elle travaillait chez Bloomingdales) et celui-ci demande à Rachel de bien vouloir accompagner Emily à une pièce de théâtre lorsqu'elle débarque pour quelques jours à New York.
Rachel accepte, mais se voit contrainte de demander à Ross de la remplacer lorsqu'elle est invitée à une soirée par Joshua, un client avec qui elle rêve de sortir depuis des semaines.
Ross et Emily tombent rapidement amoureux, au plus grand malheur de Rachel, qui est toujours amoureuse de Ross malgré ce qu'elle éprouve pour Joshua.
Mais Emily est contrainte de faire des aller-retour entre Londres et New York. Ne voulant pas rompre avec elle, Ross lui propose de venir vivre avec lui, ce qu'elle refuse en voyant tout ce qu'elle pourrait quitter, mais précise que leur histoire serait bien plus facile s'ils étaient mariés. Ross, trouvant cette idée incroyable, la demande en mariage. Elle accepte.
Rachel étant jalouse, elle demande à son petit-ami, Joshua, s'il veut l'épouser. Mais celui-ci, sortant d'un divorce douloureux, prend peur et la quitte.
Ross et Emily décident de célébrer le mariage à Londres. Rachel refuse d'y aller, prétextant qu'elle a beaucoup de travail, et Phoebe reste avec elle, ne pouvant voyager à cause de sa grossesse.
Cependant, ne pouvant se retenir, Rachel part à Londres, avec la ferme intention de dévoiler ses sentiments à Ross. Mais lorsqu'elle le voit embrasser Emily, elle comprend qu'il est vraiment amoureux d'elle et s'écarte pour le féliciter.
Mais pendant la cérémonie, lorsque c'est à Ross de prononcer les mots "je te prends, Emily, comme légitime épouse", il se trompe de nom et dit "Rachel" à la place, laissant sa fiancée dans une profonde humiliation.
De plus, lorsque le couple doit partir en lune de miel, Emily ne se montre pas à l'aéroport. Ross, désespéré, propose à Rachel de venir avec lui, qui accepte, toujours amoureuse. Mais lorsqu'Emily se montre enfin et surprend la trahison de son mari, elle s'enfuit.
De retour à New York, Ross tente de convaincre Emily, qui est retournée à Londres, de sauver leur mariage. Celle-ci accepte, à une seule condition : qu'il accepte de ne plus voir Rachel. Celui-ci, dévasté par ce choix qu'il doit faire, tente de raisonner sa femme à de nombreuses reprises. Ne pouvant pas lui faire confiance, Emily décide de mettre fin à leur mariage aussi vite qu'il a commencé.
Une saison plus tard, la voix d'Emily apparaît dans un épisode. En effet, on apprend qu'elle se remarie peu de temps après son divorce avec Ross. Cependant, elle laisse un message sur le répondeur de son ex-mari la veille de son union et lui demande de la rappeler. Dans ce message, elle se demande s'ils n'ont pas commis une erreur en divorçant si vite.
Accidentellement, Rachel supprime le message avant que Ross ne l'écoute. Elle lui dira plus tard la vérité, et le convaincra de ne pas la rappeler. C'est ainsi que finira définitivement l'histoire entre Emily et Ross.